# Joe Mardin
Joe Mardin (nato Yusuf Mardin; ...) è un produttore discografico, arrangiatore e ingegnere del suono statunitense di New York.

## Biografia
Joe è figlio del leggendario produttore Arif Mardin (Norah Jones, Aretha Franklin, Hall & Oates, ecc.) ed è diplomato al Berklee College of Music. Joe Mardin è anche un direttore d'orchestra, cantautore e batterista. Con suo padre, Joe Mardin ha coprodotto l'album The Dana Owens Album di Queen Latifah, Joy A Holiday Collection di Jewel (coprendo per entrambi gli album molti ruoli tra i quali conduttore, arrangiatore, fonico, programmatore)  e l'album di debutto del cantautore e chitarrista Raul Midón intitolato State of Mind.
Joe ha lavorato anche con Aretha Franklin, George Benson, Chaka Khan, Bette Midler, Daniel Rodriguez e con molti altri artisti. Joe è stato inoltre co-compositore per "Caught in the Act" nell'album I Feel For You di Chaka Khan. I suoi lavori come conduttore includono anche l'album di Whitney Houston, Whitney: The Greatest Hits